# St. Nikolaus (Falkenfels)

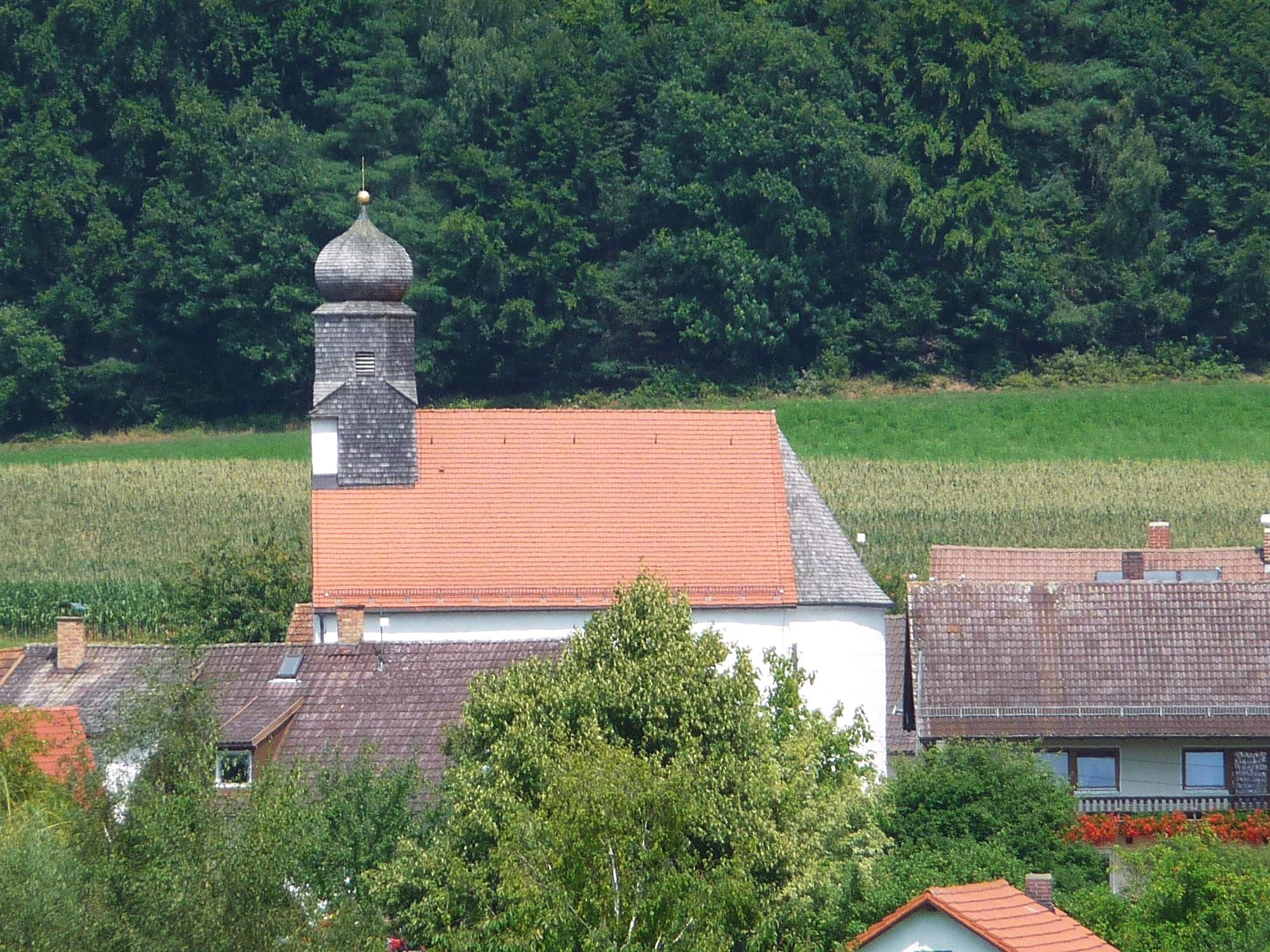
St. Nikolaus in Falkenfels

Die römisch-katholische Filialkirche St. Nikolaus steht in der Gemeinde Falkenfels im oberbayerischen Landkreis Straubing-Bogen. Sie ist in der Liste der Baudenkmäler in Falkenfels unter der Nr. D-2-78-120-1 eingetragen. Die Kirche gehört zum Dekanat Straubing-Bogen im Bistum Regensburg.

## Beschreibung
Die im Kern spätromanische Saalkirche wurde 1717 barock umgestaltet. Sie besteht aus dem Langhaus und dem eingezogenen, halbrund geschlossenen Chor im Osten. Auf dem Satteldach des Langhauses erhebt sich im Westen ein verschindelter Dachreiter mit Zwiebelhaube.
Der Hochaltar entstand in der zweiten Hälfte des 17. Jahrhunderts. Zwischen je zwei glatten, blau marmorierten Säulen mit goldenen Kapitellen, die das Gebälk und den Altarauszug tragen, steht in einem Schrein mit goldenen Verzierungen eine Statue des heiligen Nikolaus, des Kirchenpatrons, links daneben Johannes der Täufer und rechts der heilige Christophorus. Im Altarauszug steht eine Figur des heiligen Sebastian, begleitet von zwei Engeln. Unter den im Verhältnis zu den Säulen kleinen Figuren zeigt der Altar ein großes Votivbild, ein Gemälde der Anna selbdritt, einer Darstellung der Gottesmutter Maria mit ihrer Mutter Anna, die gemeinsam das kleine Jesuskind halten. Am oberen Bildrand ist der Heilige Geist in Gestalt der Taube gemalt. Unten im Bild ist ein Ehepaar abgebildet, das sich betend und anscheinend flehend an die Heiligen wendet. Das Wappen links weist den Mann als Wilhelm von Paulsdorf aus, das Wappen rechts ist das seiner dritten Frau Helena von Ortenburg.
Die Kreuzwegstationen wurden im frühen 19. Jahrhundert in Hinterglasmalerei ausgeführt.